# Suzhou (Jiuquan)
Suzhou léase Su-Zhóu (en chino:肃州区, pinyin :Sùzhōu qū) es un distrito urbano bajo la administración directa de la ciudad-prefectura de Jiuquan en la provincia de Gansu, República Popular China, con una población censada en noviembre de 2010 de 428 346 habitantes.
Se encuentra situada en el norte de la provincia, cerca de la frontera con las provincias de Qinghai y Sinkiang, y del desierto de Gobi.